# Autódromo Tacna
Das Autódromo Tacna ist eine permanente Motorsportrennstrecke 15 km südwestlich der Stadt Tacna in Peru. Sie ist die älteste und längste der permanenten peruanischen Rennstrecken.

## Lage
Die Rennstrecke liegt rund 16 Kilometer südlich von Tacna direkt an der Carretera Panamericana in einem Wüstengebiet auf einer Höhe von 360 Metern über dem Meeresspiegel. Das Gelände in der Wüste mit Temperaturen zwischen 10 und 20 °C im Winter und 16 bis 30 °C im Sommer ist ideal für einen ganzjährigen Rennbetrieb.

## Geschichte
Die Sportanlage auf einer Fläche von 315 Hektar wurde 1992 vom lokalen Automovil Club Tacna errichtet, der schon seit 30 Jahren in der Region Motorsportveranstaltungen auf temporären Strecken veranstaltet hatte. Sie wurde um verschiedene Abschnitte im Laufe der Zeit erweitert.

## Beschreibung
Die Rennstrecke ist rund 10 bis 12 Meter breit. 2 Kurzanbindungen erlauben die Konfiguration von insgesamt 4 verschiedenen Streckenvarianten mit einer maximalen Länge von 3422 Meter.
Die zentrale Boxenanlage verfügt über 36 Einzelboxen mit je 35 m² Grundfläche. Die Boxengasse ist durch eine 200 Meter lange und ein Meter hohe Mauer von der rund 650 Meter langen Start- und Zielgeraden getrennt und 12 Meter breit. Der dreistöckige Streckenkontrollturm beinhaltet Räume für die Zeitnahme, Rennleitung und einen Sitzungssaal für Fahrerbesprechung und Tagungen. Rund um die Strecke befinden sich Naturtribünen. Die Haupttribüne im Boxenbereich ist überhöht und ermöglicht eine Aussicht auf den gesamten Streckenverlauf. Betreiber ist der Automovil Club Tacna (ACT).

## Veranstaltungen
- Campeonato Turismo Competición peruano (CCTC)
- Turismo Competición Local
- 6 Horas Peruanas (Langstreckenrennen)
- Competición de Formula 3
- Campeonato International Peru-Bolivia-Chile
- Campeonato Superbike, Gran Premio del Pacífico